# Решетников, Василий Васильевич
Васи́лий Васи́льевич Реше́тников (23 декабря 1919, Екатеринослав — 20 марта 2023, Москва) — советский военный лётчик бомбардировочной авиации и военачальник, Герой Советского Союза (27 июля 1943), Заслуженный военный лётчик СССР (1965). Заместитель Главнокомандующего ВВС СССР (1980—1986), Командующий Дальней авиацией (1969—1980), генерал-полковник авиации (29 апреля 1970).

## Биография
Родился 23 декабря 1919 года в городе Екатеринослав (ныне — Днепр) в семье потомственных художников и иконописцев (наиболее известен его родной дядя — народный художник СССР Ф. П. Решетников).
Там окончил школу-семилетку № 13, затем учился на рабфаке.
В мае 1936 года по призыву «Комсомолец — на самолёт!» был направлен в Красную Армию. Окончил Ворошиловградскую военную авиационную школу имени Пролетариата Донбасса в 1938 году. Служил в авиации дальнего действия.

### Великая Отечественная война

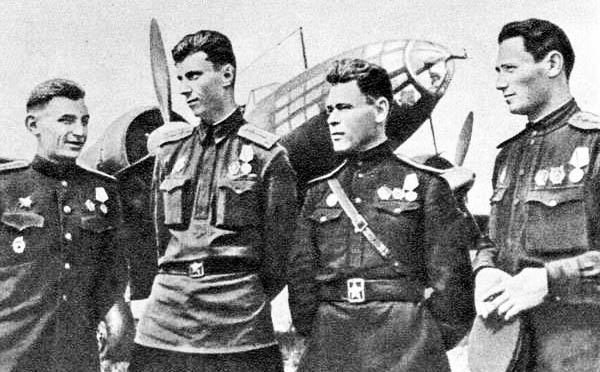
Будущие Герои Советского Союза — лётчики АДД Василий Васильевич Решетников, Владимир Фёдорович Рощенко, Павел Петрович Радчук, Павел Павлович Хрусталёв. 1943 г.

Лейтенант В. В. Решетников — участник Великой Отечественной войны с декабря 1941 года. Воевал в 751-м отдельном дальнебомбардировочном авиационном полку майора В. Г. Тихонова, предназначенном для нанесения ударов по объектам глубокого тыла противника. Летал на бомбардировщике Ил-4 (ДБ-3Ф). Член ВКП(б) с 1942 года.
Как один из лучших лётчиков полка привлекался к выполнению наиболее сложных заданий: в конце мая 1942 года участвовал в бомбёжке гитлеровского командного пункта в Ангербурге, в ночь на 10 сентября 1942 года участвовал в налёте на Берлин. В тяжёлый первый период войны летал на нанесение бомбовых ударов по отдалённым военно-промышленным центрам противника: Будапешт, Кёнигсберг, Варшава, Данциг, Тильзит. Участвовал в Сталинградской битве. Ещё в октябре 1942 года за 105 боевых вылетов был представлен к званию Героя Советского Союза командиром полка, но тогда командование заменило награду на орден Ленина.
К концу июня 1943 года командир эскадрильи 19-го гвардейского авиационного полка дальнего действия (8-й гвардейской бомбардировочный авиационной дивизии дальнего действия, 2-го гвардейского бомбардировочного авиационного корпуса авиации дальнего действия, АДД) гвардии капитан Василий Решетников выполнил 204 боевых вылета (из них 192 в ночное время), нанеся противнику большой урон.
Указом Президиума Верховного Совета СССР от 27 июля 1943 года «за образцовое выполнение боевых заданий командования на фронте борьбы с немецкими захватчиками и проявленные при этом отвагу и геройство», гвардии капитану Василию Васильевичу Решетников присвоено звание Героя Советского Союза с вручением ордена Ленина и медали «Золотая Звезда».
Самолёт Решетникова дважды сбивали. Первый раз — в феврале 1942 года, рядом с линией фронта, когда он бомбил аэродром Балбасово под Оршей. Второй — из тыла врага пришлось выбираться больше недели. В 1943 году участвовал в освобождении родного города от немецких захватчиков.
С 1944 года до конца войны сражался в должности заместителя командира 19-го гвардейского бомбардировочного авиационного полка Героя Советского Союза гвардии полковника А. И. Шапошникова, который в первые годы войны помогал ему осваивать мастерство ночных полётов. Свое последний, 307-й по счёту, боевой вылет подполковник В. Решетников выполнил 16 апреля 1945 года.

### Послевоенная служба
После войны до октября 1945 году служил в прежней должности (полк получил местом постоянной дислокации аэродром г. Замосць в Польше), затем был направлен на учёбу и в 1946 году окончил курсы усовершенствования командиров и начальников штабов при Военно-воздушной академии в Монино. В мае 1946 года прибыл в 183-й гвардейский бомбардировочный авиационный полк Дальней авиации на должность заместителя командира полка, но уже в октябре 1946 года был назначен его командиром (полк базировался к г. Узин, Киевская область). С февраля 1949 года был заместителем командира, с января 1951 года — командиром 185-го гвардейского бомбардировочного авиационного полка Дальней авиации (Полтава).
В декабре 1954 года по собственной просьбе и при поддержке командующего Дальней авиацией Главного маршала авиации Александра Александровича Новикова стал слушателем Высшей военной академии имени К. Е. Ворошилова. Окончил академию в 1956 году, получил назначение на должность заместителя командира 106-й тяжёлой бомбардировочной авиационной дивизии (Киевская область), в декабре 1957 года стал командиром этой дивизии. Весной 1959 года вместе с генералом В. Т. Тарановым установил на стратегическом бомбардировщике-ракетоносце Ту-95 новый неофициальный мировой рекорд дальности полёта по замкнутой кривой — 17 150 километров, превзойдя американский рекорд на 2700 километров. Тогда он провёл за штурвалом 20 часов. Также на его счету участие в сбросе атомной авиабомбы на полигон на Новой Земле, посадки на тяжёлом бомбардировщике на лёд Моря Лаптевых, освоение арктических аэродромов на Земле Франца-Иосифа.
С декабря 1960 года был заместителем командира, а с июня 1961 года командовал 2-м отдельным тяжёлым бомбардировочным авиационным корпусом (управление — г. Винница).
С сентября 1968 года — первый заместитель командующего, а с 20 января 1969 по ноябрь 1980 года — командующий Дальней авиацией (в мае 1980 года при очередной реорганизации преобразованной в 37-ю воздушную армию ВГК стратегического назначения). На этих постах возглавлял несколько государственных комиссий по вооружению.
С ноября 1980 года — заместитель Главнокомандующего Военно-воздушными силами СССР.

### В отставке
В отставке с октября 1986 года.
В последний раз лётчик поднимался в небо в 2004 году, когда ему было 84 года — на авиашоу «Легенды авиации» в Монино он управлял американским бомбардировщиком «Б-25».
Жил в посёлке городского типа Монино (Московская область). Более 30 лет активно участвовал в Совете ветеранов дальней авиации, 10 лет был председателем этого Совета, затем являлся его почётным председателем. Автор нескольких книг мемуаров. Являлся последним Героем Советского Союза, воевавшим на Ил-4 и являлся последним живущим лётчиком, получившим звание Героя Советского Союза за участие в Великой Отечественной войне.
Скончался 20 марта 2023 на 104-м году жизни. Похоронен с воинскими почестями на Федеральном военном мемориале «Пантеон защитников Отечества».

## Награды

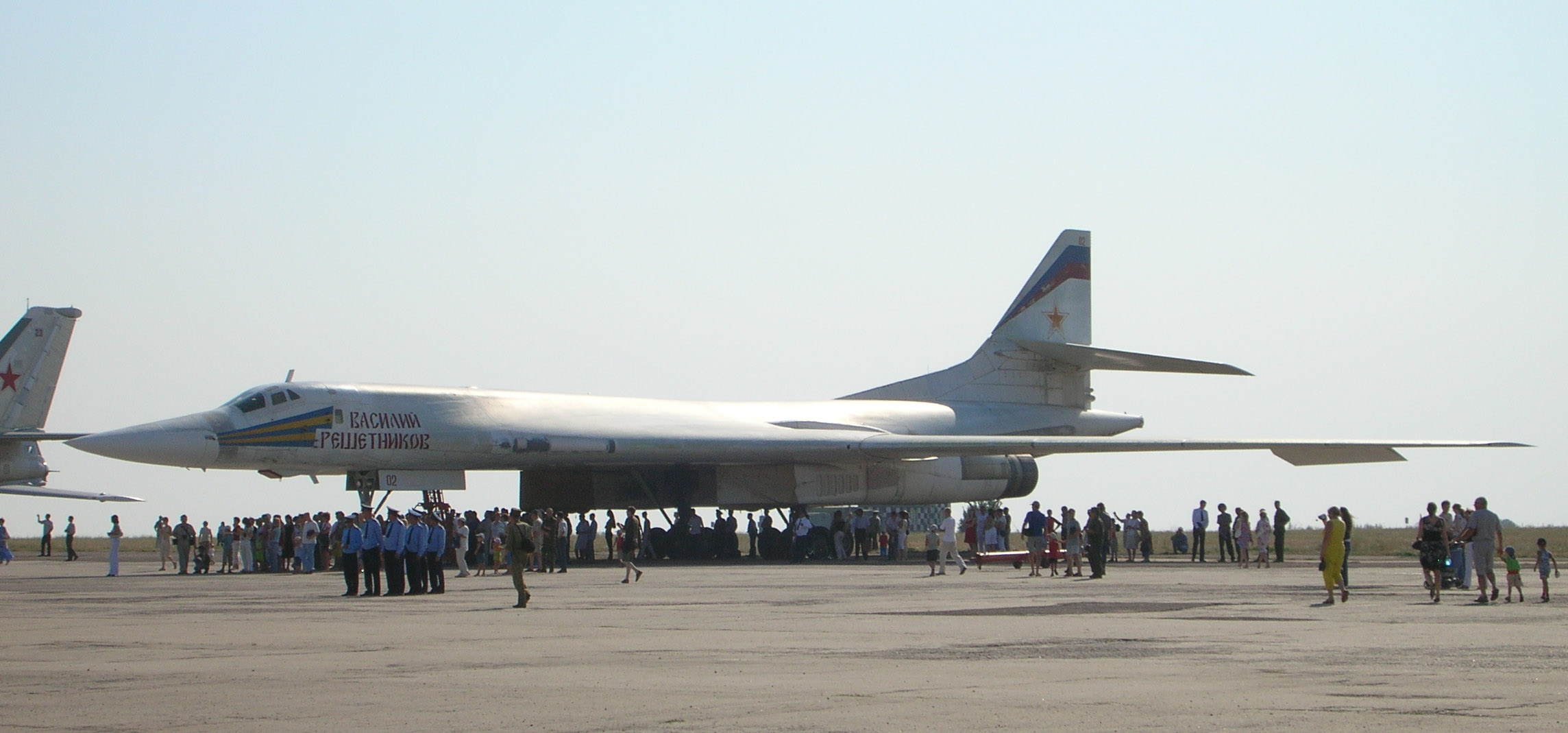
Сверхзвуковой стратегический бомбардировщик-ракетоносец Ту-160 «Василий Решетников»

- Герой Советского Союза (27.07.1943, медаль «Золотая Звезда» № 1055);
- Орден «За заслуги перед Отечеством» IV степени (22.12.1999)[13];
- Орден Почёта[14] (12.04.2010);
- Три ордена Ленина (31.12.1942, 27.07.1943, 22.02.1955);
- Орден Октябрьской Революции (8.01.1980);
- Три ордена Красного Знамени (28.04.1944, 30.12.1956, 22.02.1968);
- Орден Александра Невского (6.04.1945);
- Орден Отечественной войны I степени (11.03.1985);
- Два ордена Красной Звезды (29.03.1942, 19.11.1951);
- Орден «За службу Родине в Вооружённых Силах СССР» III степени (30.04.1975);
- Медаль «За боевые заслуги» (1946);
- Медаль «За оборону Ленинграда» (1942);
- Медаль «За оборону Москвы» (1944);
- Медаль «За оборону Сталинграда» (1942);
- Медаль «За взятие Будапешта» (1945);
- Медаль «За взятие Кёнигсберга» (1945);
- Медаль «За взятие Берлина» (1945);
- Ряд других медалей СССР и РФ;
- «Заслуженный военный лётчик СССР» (19.08.1965);
- Премия Правительства Российской Федерации за значительный вклад в развитие Военно-воздушных сил (17.12.2012) — за организацию и руководство строительством и развитием Военно-воздушных сил на соответствующих командных должностях[15];

Иностранные награды
- Орден «За заслуги перед Отечеством» в золоте (ГДР, 6.05.1985);
- Офицерский крест ордена Возрождения Польши (Польша, 6.10.1973);
- Орден «9 сентября 1944 года» III степени с мечами (Болгария, 14.09.1974);
- Орден «За боевые заслуги» (Монголия, 6.07.1971);
- Медаль «Братство по оружию» в золоте (ГДР, 1.03.1983);
- Медаль «100 лет со дня рождения Георгия Димитрова» (Болгария);
- Медаль «100 лет Освобождения Болгарии от османского рабства» (Болгария);
- Медаль «30 лет Победы над фашистской Германией» (Болгария, 06.03.1975);
- Медаль «40 лет Победы над гитлеровским фашизмом» (Болгария, 16.05.1985);
- Медаль «1300 лет Болгарии» (Болгария, 29.03.1982);
- Медаль «40 лет Социалистической Болгарии» (Болгария, 15.01.1985);
- Медаль «За укрепление дружбы по оружию» в серебре (ЧССР, 29.08.1974)
- Медаль «30 лет освобождения Чехословакии Советской Армией» (ЧССР, 29.08.1974)
- Медаль «40 лет освобождения Чехословакии Советской Армией» (ЧССР, 11.03.1985)
- Медаль «За боевое содружество» I степени (Венгрия, 20.06.1980);
- Медаль «За воинскую доблесть» (Румыния, 31.05.1985);
- Медаль «30 лет Халхин-Гольской Победы» (Монголия, 15.08.1969);
- Медаль «40 лет Халхин-Гольской Победы» (Монголия, 26.11.1979);
- Медаль «50 лет Монгольской Народной Армии» (Монголия, 15.03.1971);
- Медаль «50 лет Монгольской Народной Революции» (Монголия, 16.12.1971);
- Медаль «60 лет Вооружённым силам МНР» (Монголия, 29.12.1981).

## Воинские звания
За время военной службы В. В. Решетникову присваивались следующие воинские звания:
- младший лейтенант (12.12.1938),
- лейтенант (13.04.1942),
- старший лейтенант (6.08.1942),
- капитан (10.03.1943),
- майор (28.02.1944),
- подполковник (6.04.1945),
- полковник (3.10.1953),
- генерал-майор авиации (25.05.1959),
- генерал-лейтенант авиации (13.04.1964),
- генерал-полковник авиации (29.04.1970).

## Память
- Именем Решетникова В. В. назван один из стратегических бомбардировщиков ВВС России «Ту-160»[17].

## Сочинения
- Решетников В. В. А. Голованов. Лавры и тернии. — М., 1998. — 88 с. — 1000 экз. — ISBN 5-89710-004-7.
- Решетников В. В. Избранники времени. — М.: Дельта НБ, 2006. — 287 с.
- Решетников В. В. Обречённые на подвиг. Избранники времени. — М.: Эксмо, Яуза, 2007. — 352 с. — (Война и мы. Сталинские соколы). — 5000 экз. — ISBN 978-5-699-21523-2.
- Решетников В. В. 307 боевых вылетов. На бомбардировщике сквозь зенитный огонь. — М.: Эксмо, Яуза, 2006. — 576 с. — 5000 экз. — ISBN 5-699-15848-0.
- Решетников В. В. Что было — то было. На бомбардировщике сквозь зенитный огонь. — М.: Яуза, Эксмо, 2010. — 576 с. — 3000 экз. — ISBN 978-5-699-39391-6.
- Решетников В. В. Мы — «дальники»! На бомбардировщике сквозь зенитный огонь. — М.: Эксмо, Яуза, 2013. — 212 с. — (Победители. Фронтовые мемуары). — ISBN 978-5-699-64929-7.
- Reshetnikov, Vasiliy. Bomber pilot on the Eastern front; 307 missions behind enemy lines. — Pen and Sword, 2008. — 212 с. — ISBN 9781844156603. Архивировано 19 июня 2009 года.
- Решетников В. В. Фёдор Решетников. Художник и полярник. — М.: ООО "ИПТК «Логосвос», 2019. (аудиокнига)
- Решетников В. В. Применение авиации дальнего действия // Военно-исторический журнал. — 1978. — № 2. — С. 35—40.
- Решетников В. В. Из опыта боевых действий дальней авиации в операциях Сухопутных войск // Военно-исторический журнал. — 1984. — № 7. — С. 36—43.
- Решетников В. В. Из опыта нанесения ударов авиацией дальнего действия по военно-промышленным объектам противника // Военно-исторический журнал. — 1986. — № 9. — С. 34—40.